# Копанки (Нижегородская область)
Копанки — деревня в составе Глуховского сельсовета в Воскресенском районе Нижегородской области.

## География
Находится в левобережье Ветлуги на расстоянии примерно 13 километров по прямой на восток-северо-восток от районного центра поселка  Воскресенское.

## История
Деревня известна с XIX века. Входила в Макарьевский уезд Нижегородской губернии. Последний владелец Кондратьева-Барбашева. В 1911 году учтен 17 дворов, в 1925 году 113 жителей.

## Население
Постоянное население составляло 27 человек (русские 100%) в 2002 году, 4 в 2010 году .